# Germán Leguía
Germán Leguía (Lima, 2 gennaio 1954) è un ex calciatore peruviano.

## Palmarès

### Club

#### Competizioni nazionali
- Campionato peruviano: 1

Universitario: 1982